# José Vento González
José Vento González (Cuart de Poblet, Valencia, 11 de enero de 1940 - Valencia, 21 de marzo de 2013), más conocido por el nombre artístico de Vento González, ya que siempre firmaba su obras con sus apellidos, fue un artista español, conocido por mezclar el arte figurativo con el abstracto, así como de crear un peculiar suptipo de arte plástico llamado cartonaje.   
Se dedicó a la enseñanza secundaria y superior hasta el año 2000, en el que se jubiló. A partir de entonces, se dedicó exclusivamente a la pintura y la escultura. Falleció el 21 de marzo de 2013.
Fue homenajeado oficialemente por el Ayuntamiento de Cuart de Poblet, en colaboración con amigos y familiares, el 21 de marzo de 2014, con motivo de la conmemoración de un año desde su fallecimiento, en el Auditorio Municipal "Molí de Vila".
En 2019, se renombra la Calle Jaume Balmes de su municipio natal a Calle del Artista José Vento González.

## Carrera
Fue catedrático de Instituto de Bachillerato y profesor de Bellas Artes en la Facultad de Bellas Artes de San Carlos, así como profesor de cerámica en la escuela de Cerámica de Manises. Compaginó el trabajo de docente con la creación artística, mostrada en diversas exposiciones hasta su jubilación, momento en el que se empezó a dedicar íntegramente al arte.
Realizó exposiciones por España y por el extranjero. Algunas de las exposiciones más prestigiosas en las que participó fueron la Exposición Bienal de Barcelona (1960), Exposición en el Palacio de los Guzmanes, Diputación de León (1963), Exposición Nacional de BB.AA. en el Palacio del Retiro de Madrid (1964), XIV Salón de grabado (1964), Madrid, Exposición itinerante "Camino de Santiago", Dirección general de BB.AA. (1965), Palau de la Generalitat Valenciana diversas pinturas, grabados y dibujos (1965), en Altea, en la Galería Alcoiarts (1973), Exposición de Arte en el Salón Internacional de las Naciones, París, Francia (1984), Premios Salón de Primavera (1985) Caja de Ahorros de Valencia, Ayuntamiento de Valencia, Exposición colectiva en el Anuario Internacional de Arte de Frankfurt, Alemania (1996), Exposición Fira d'Art, Barcelona (1997), Exposición en la Sala Parpalló de Valencia (Museos de la Comunidad Valenciana) de Valencia (1999), Exposición de la Feria Internacional del Arte de Valencia INTERARTE ( Ediciones 1994-98, 2000-04), Exposición Retrospectiva, Museo de las Reales Atarazanas de Valencia (2005) y Exposición Feria de Arte, Palacio de Congresos de Madrid (2005-06, 2008). Exposición en el Palacio de Pimentel de Valladolid (2011), Sala Lametro, Generalidad Valenciana (2013). 
También participó en las Exposiciones anuales de ARCO de Madrid. 
Entre las obras en lugares públicos más importantes, encontramos las siguientes.
- Monumento en bronce para la Biblioteca de Valencia, antiguo Monasterio de San Miguel de los Reyes.
- Monumento a la Constitución española de 1978. Cuart de Poblet.

Además de estos lugares, su obra figura en gran cantidad de instituciones públicas tales como:
Museo de Vilafamés en Castellón, Biblioteca Nacional de Madrid, Palau de la Generalitat Valenciana, Colección Bancaixa Valencia. Diputación de Valencia, Diputación de Valladolid, Ayuntamiento de Segorbe, Ayuntamiento de Cuart de Poblet, Manises, Paterna, Don Benito, Museo Fundación Max Aub de Segorbe, así como en colecciones privadas nacionales e internacionales.

## Obra
Podemos considerar que su obra artística empieza a mediados de los años 60, aunque prácticamente desde niño amaba la pintura, y en general el arte. La mayoría de su obra -pintura, grabado y escultura- es figurativa, pero a veces se deja llevar por el arte abstracto. 
La aportación innovadora más importante que aportó es una nueva técnica de creación artística plástica, llamada cartonaje, la cual consiste en hacer uso de envases y cajas de cartón, de productos comunes, pintándolos para que representen diversas figuras entre humanas e imaginarias, combinándolas en el desarrollo de una envoltorio de cartón.
Durante sus últimos años de vida, empezó a distorsionar cada vez más el arte figurativo, para ir acercándose a lo abstracto, sobre todo en pintura; se podría decir que era un figurativismo abstracto. Una parte importante de su obra artística y escultórica trata sobre temas tales como la guerra, la opresión, el sufrimiento y las injusticias cometidas por el ser humano.
Por otro lado, también muestra mucha obra alegre y jolglórica, en la que los temas centrales giran en torno a la danza y la música, el carnaval y el amor; respecto a este último, cabe decir que la figura de la mujer y de lo femenino juegan un papel trascendente en su obra, así como a menudo muestra desnudos semiabstractos en representación de la naturaleza y vitalidad humanas.
Basándose en opiniones de críticos y conocidos, se puede decir que siempre intentaba mostrar su obra desde un punto de vista muy humano, y de denuncia social en una parte importante de su obra.
También realizó numerosos grabados y cerámicas. Sin embargo, podemos decir que ambas técnicas tuvieron mucha más influencia en los comienzos de su vida artística, puesto que fue profesor en la Escuela de Cerámica de Manises y pensionado de grabado de la Diputación de Valencia.